# Neoperla yao
Neoperla yao är en bäcksländeart som beskrevs av Bill P.Stark 1987. Neoperla yao ingår i släktet Neoperla och familjen jättebäcksländor. Inga underarter finns listade i Catalogue of Life.